# Northrop (Minnesota)
Northrop és una població dels Estats Units a l'estat de Minnesota. Segons el cens del 2000 tenia 262 habitants.

## Demografia
Segons el cens del 2000, Northrop tenia 262 habitants, 104 habitatges, i 79 famílies. La densitat de població era de 674,4 habitants per km².
Dels 104 habitatges en un 32,7% hi vivien nens de menys de 18 anys, en un 67,3% hi vivien parelles casades, en un 6,7% dones solteres, i en un 24% no eren unitats familiars. En el 22,1% dels habitatges hi vivien persones soles el 6,7% de les quals corresponia a persones de 65 anys o més que vivien soles. El nombre mitjà de persones vivint en cada habitatge era de 2,52 i el nombre mitjà de persones que vivien en cada família era de 2,96.
Per edats la població es repartia de la següent manera: un 27,5% tenia menys de 18 anys, un 6,5% entre 18 i 24, un 25,2% entre 25 i 44, un 28,2% de 45 a 60 i un 12,6% 65 anys o més.
L'edat mediana era de 39 anys. Per cada 100 dones de 18 o més anys hi havia 104,3 homes.
La renda mediana per habitatge era de 38.333 $ i la renda mediana per família de 42.250 $. Els homes tenien una renda mediana de 31.000 $ mentre que les dones 20.833 $. La renda per capita de la població era de 35.785 $. Entorn del 3,7% de les famílies i el 6,7% de la població estaven per davall del llindar de pobresa.

## Poblacions més properes
El següent diagrama mostra les poblacions més properes.